# 39-я отдельная железнодорожная бригада
39-я отде́льная железнодоро́жная о́рдена Жу́кова брига́да (39 ождбр) — железнодорожное формирование постоянной готовности в структуре Железнодорожных войск Вооружённых сил Российской Федерации; условное наименование — войсковая часть № 01228.

## Состав бригады
- Штаб бригады (в/ч 01228) — г. Тимашевск, Краснодарского края;
- 39-й отдельный путевой железнодорожный батальон (в/ч 98544) — г. Адлер, Краснодарского края;
- 97-й отдельный путевой железнодорожный батальон (в/ч 98545) — г. Тимашевск, Краснодарского края;
- 211-й отдельный железнодорожный батальон механизации (в/ч 98548) — г. Кропоткин, Краснодарского края;
- 242-й отдельный мостовой железнодорожный батальон (в/ч 98547) — г. Курганинск, Краснодарского края.
- 630-й отдельный путевой железнодорожный батальон (в/ч 98546)[2] — г. Керчь, Республики Крым;

## Основные функции
Строительство, восстановление и обслуживание железнодорожных полотен и путевой инфраструктуры, охрана железнодорожных объектов.

## История

Министр обороны России генерал армии Сергей Шойгу прикрепляет регалии ордена Жукова к знамени бригады

Подразделение основано в 1948 году в Омске с целью проведения строительных работ на линии железных дорог Кизел — Пермь.
В 1975 году было одним из участников «стройки века» — Байкало-Амурской магистрали.
В 1994 году соединение передислоцировано на Кубань, в Курганинск и Тимашевск. Личный состав бригады принимал участие в сооружении трансфертных переходов для морских портов в городах Темрюк и Новороссийск, а также ликвидации последствий наводнения в городе Крымске. Кроме этого соединение выполняло разминирование и восстановление железных дорог в Чеченской Республике (в 1990-е годы) и в Абхазии (в 2008 году).
В 2017 году бригада провела работы по строительству нового участка железной дороги Журавка — Миллерово, проходящего в обход территории Украины, за что в августе 2017 года была награждена орденом Жукова. Орден, на знамя соединения, закрепил лично Министр обороны Российской Федерации генерал армии С. Шойгу.
В настоящее время (2017 год) воинская часть 01228 занимается восстановлением железнодорожного полотна и работами на других объектах, в том числе и на объектах возведения Крымского моста. Соединение периодически проводит войсковые учения, принимает участие в командно-штабных учениях войск Южного военного округа. В 50-х годах в/ч 01228 описана в статье "Провалы в планировании на Забайкальской железной дороге на примере истории узкоколейной линии Харанор – Приаргунск (1949–1972 гг. )" и в приказах в/ч 01228 (ГАЗК Ф.П-5002 Оп.1 Д.1)

## Награды
| Награда      | Дата                | За какие заслуги                                                                               |
| ------------ | ------------------- | ---------------------------------------------------------------------------------------------- |
| Орден Жукова | 7 августа 2017 года | «За высокую выучку, мужество, стойкость и профессиональное мастерство личного состава бригады» |